# Homer Glen
Homer Glen ist eine Gemeinde (mit dem Status „Village“) im Will County im US-amerikanischen Bundesstaates Illinois. Das U.S. Census Bureau hat bei der Volkszählung 2020 eine Einwohnerzahl von 24.543 ermittelt.
Homer Glen ist Bestandteil der Metropolregion Chicago.

## Geografie
Homer Glen liegt im südwestlichen Vorortbereich von Chicago auf 41°36′00″ nördlicher Breite und 87°56′17″ westlicher Länge. Das Gemeindegebiet erstreckt sich über eine Fläche von 57,5 km². Homer Glen liegt in der Homer Township.
Benachbarte Orte von Homer Glen sind Lemont (am nördlichen Ortsrand), Orland Park (am östlichen Ortsrand), Tinley Park (15 km ostsüdöstlich), Mokena (am südöstlichen Ortsrand), New Lenox (12,5 km südsüdwestlich), Fairmont (15 km südwestlich), Lockport (10 km westlich) und Romeoville (19 km nordwestlich).
Das Stadtzentrum von Chicago befindet sich 51 km nordöstlich, nach Rockford sind es 164 km in nordwestlicher Richtung, Wisconsins Hauptstadt Madison liegt 256 km ebenfalls nordwestlich und nach Milwaukee sind es 173 km in nördlicher Richtung.

## Verkehr
Entlang des südlichen Ortsrandes von Homer Glen verläuft in West-Ost-Richtung die Interstate 80, die hier die kürzeste Verbindung von den Quad Cities nach Chicago bildet. Entlang des westlichen Ortsrandes verläuft die Interstate 355, die äußere südwestliche Umgehungsstraße des Großraums Chicago. Parallel zur I 80 verläuft entlang des südlichen Ortsrandes der U.S. Highway 6. Die Illinois State Route 7 führt in West-Ost-Richtung durch das Zentrum von Homer Glen. Alle weiteren Straßen sind untergeordnete Fahrwege sowie innerstädtische Verbindungsstraßen.
Der O’Hare International Airport von Chicago befindet sich 51 km nordnordöstlich von Homer Glen.

## Bevölkerung
Nach der Volkszählung im Jahr 2010 lebten in Homer Glen 24.220 Menschen in 8068 Haushalten. Die Bevölkerungsdichte betrug 421,2 Einwohner pro Quadratkilometer. In den 8068 Haushalten lebten statistisch je 3 Personen. 
Ethnisch betrachtet setzte sich die Bevölkerung zusammen aus 95,5 Prozent Weißen, 0,6 Prozent Afroamerikanern, 0,1 Prozent amerikanischen Ureinwohnern, 1,7 Prozent Asiaten sowie 1,0 Prozent aus anderen ethnischen Gruppen; 1,1 Prozent stammten von zwei oder mehr Ethnien ab. Unabhängig von der ethnischen Zugehörigkeit waren 4,9 Prozent der Bevölkerung spanischer oder lateinamerikanischer Abstammung. 
24,5 Prozent der Bevölkerung waren unter 18 Jahre alt, 63,6 Prozent waren zwischen 18 und 64 und 11,9 Prozent waren 65 Jahre oder älter. 50,2 Prozent der Bevölkerung waren weiblich.
Das mittlere jährliche Einkommen eines Haushalts lag bei 97.848 USD. Das Pro-Kopf-Einkommen betrug 36.000 USD. 2,8 Prozent der Einwohner lebten unterhalb der Armutsgrenze.